# Organización Británica de Dardos
La Organización Británica de Dardos (en inglés: British Darts Organisation, BDO) fue una organización de dardos fundada el 7 de enero de 1973 por Olly Croft. La BDO fue miembro de la Federación Mundial de Dardos. Organizó torneos profesionales y amateurs, siendo el Campeonato Mundial de Dardos de la BDO, el torneo más importante, y celebrándose por primera vez en 1978.

## Historia
La BDO puso las reglas profesionales de los dardos, como la distancia del jugador a la diana, desde la cual debe lanzar (2,37 m) o la altura de la diana.
Después de que comenzase el Campeonato Mundial, en 1978, los dardos adquirieron fama, siendo televisados en la BBC u otras cadenas del Reino Unido. Aun así, a partir de 1984 los dardos perdieron muchos patrocinadores, y al perder patrocinadores también se vieron afectados los jugadores, ya que no podían vivir de los dardos.
De esta forma, un grupo de jugadores creó el World Darts Council (WDC), y más tarde la Professional Darts Corporation (PDC), con el objetivo de mejorar las condiciones económicas de los jugadores.
En 1993 se jugó el último Campeonato Mundial unificado, ya que con la creación en 1994 del Campeonato Mundial de Dardos de la PDC, muchos jugadores se pasaron de la BDO a la PDC.
La BDO sufrió un número creciente de problemas en sus últimos años. Muchos de sus mejores jugadores desertaron a la más lucrativa PDC. Las irregularidades en el World Masters de 2019 llevaron a que la BDO fuera degradada a miembro asociado por la Federación Mundial de Dardos. Problemas financieros provocaron una reducción considerable de los premios del Campeonato Mundial de 2020. Posteriormente, la BDO se declaró en liquidación en septiembre de 2020. Desde entonces, en lugar de la BDO, la Asociación de Dardos del Reino Unido (UKDA) se encarga de la regulación de los dardos en el Reino Unido.
La organización del Campeonato Mundial de Dardos fue asumido por la Federación Mundial de Dardos a partir del 2022 hasta la actualidad.

### Éxodo de jugadores
Después de la división entre BDO y PDC, algunos jugadores siguieron disputando el Campeonato Mundial de la BDO, a pesar de jugar torneos de la PDC, como fue el caso de Phil Taylor, quien ostenta más campeonatos mundiales de la PDC que nadie.
El Reino Unido prohibió a las tabacaleras patrocinar eventos en 2003, lo que supuso un duro golpe a nivel económico para la BDO y el mundo del deporte en general.
La aparición de Raymond van Barneveld en BDO en estos años, impulsó el interés de los dardos en los Países Bajos, y ayudó a que nuevos jugadores neerlandeses llegasen también a lo más alto años después.
Sin embargo, van Barneveld, entre otros jugadores terminaron cambiando la BDO por la PDC. El neerlandés se pasó a la PDC en 2006. De esta forma la gran mayoría de jugadores más importantes de la BDO se cambiaron a la PDC, debido a las mejores condiciones económicas de los jugadores.
Esto, supuso que muchos torneos que se disputaban en BDO pasasen también a la PDC, quedando como torneos más importantes de la BDO el Campeonato Mundial, el Winmau World Masters y el BDO World Trophy.